# Zapasy na Letnich Igrzyskach Olimpijskich 1996 – kategoria do 130 kg w stylu wolnym
Zmagania mężczyzn 130 kg to jedna z dziesięciu męskich konkurencji w zapasach w stylu wolnym rozgrywanych podczas Letnich Igrzysk Olimpijskich 1996. Pojedynki w tej kategorii wagowej odbyły się w dniach 1 – 2 sierpnia.

## Klasyfikacja[1]
| Pozycja | Nazwisko               | Kraj              |
| ------- | ---------------------- | ----------------- |
| 1       | Mahmut Demir           | Turcja            |
| 2       | Alaksiej Miadzwiedzieu | Białoruś          |
| 3       | Bruce Baumgartner      | Stany Zjednoczone |
| 4       | Andriej Szumilin       | Rosja             |
| 5       | Aleksandr Kowalewski   | Kirgistan         |
| 6       | Sven Thiele            | Niemcy            |
| 7       | Merab Walijew          | Ukraina           |
| 8       | Petros Burndulis       | Grecja            |
| 9       | Feng Aigang            | Chiny             |
| 10      | Zaza Turmanidze        | Gruzja            |
| 11      | Zsolt Gombos           | Węgry             |
| 12      | Ebrahim Mehraban       | Iran              |
| 13      | Amarjit Singh          | Wielka Brytania   |
| 14      | Andy Borodow           | Kanada            |
| 15      | Igor Klimow            | Kazachstan        |
| 16      | Mick Pikos             | Australia         |
| .       | Neal Kranz             | Guam              |
| .       | Alfredo Far            | Panama            |

## Zasady[2]
- TO — Łopatki
- PP — Na punkty (Pokonany zdobył punkty)
- PO — Na punkty (Pokonany bez punktów)
- ST — Przewaga (10 punktów różnicy, pokonany bez punktów)
- SP — Przewaga (10 punktów różnicy, pokonany zdobył punkty)

## Wyniki

### Runda 1
|                        | Wynik |                      | Punkty |
| 1/16                   | 1/16  | 1/16                 | 1/16   |
| ---------------------- | ----- | -------------------- | ------ |
| Amarjit Singh          | 2–6   | Ebrahim Mehraban     | 1–3 PP |
| Zsolt Gombos           | 7–0   | Neal Kranz           | 3–0 PO |
| Bruce Baumgartner      | 10–0  | Andy Borodow         | 4–0 ST |
| Igor Klimow            | 1–4   | Andriej Szumilin     | 1–3 PP |
| Zaza Turmanidze        | 8–0   | Mick Pikos           | 4–0 TO |
| Alaksiej Miadzwiedzieu | 7–1   | Petros Burndulis     | 3–1 PP |
| Alfredo Far            | 0–11  | Feng Aigang          | 0–4 ST |
| Sven Thiele            | 1–0   | Aleksandr Kowalewski | 3–0 PO |
| Merab Walijew          | 1–1   | Mahmut Demir         | 1–3 PP |

### Runda 2
|                   | Wynik |                        | Punkty |
| 1/8               | 1/8   | 1/8                    | 1/8    |
| ----------------- | ----- | ---------------------- | ------ |
| Ebrahim Mehraban  | 0–3   | Zsolt Gombos           | 0–3 PO |
| Bruce Baumgartner | 1–6   | Andriej Szumilin       | 1–3 PP |
| Zaza Turmanidze   | 1–3   | Alaksiej Miadzwiedzieu | 1–3 PP |
| Feng Aigang       | 1–1   | Sven Thiele            | 1–3 PP |
| Mahmut Demir      |       | Bez walki              |        |
| Repasaże          |       |                        |        |
| Amarjit Singh     | 3–0   | Neal Kranz             | 3–0 PO |
| Andy Borodow      | 5–3   | Igor Klimow            | 3–1 PP |
| Mick Pikos        | 0–6   | Petros Burndulis       | 0–4 TO |
| Alfredo Far       | 0–4   | Aleksandr Kowalewski   | 0–4 TO |
| Merab Walijew     |       | Bez walki              |        |

### Runda 3
|                        | Wynik |                  | Punkty |
| 1/4                    | 1/4   | 1/4              | 1/4    |
| ---------------------- | ----- | ---------------- | ------ |
| Mahmut Demir           | 4–0   | Zsolt Gombos     | 3–0 PO |
| Andriej Szumilin       |       | Bez walki        |        |
| Alaksiej Miadzwiedzieu |       | Bez walki        |        |
| Sven Thiele            |       | Bez walki        |        |
| Repasaże               |       |                  |        |
| Merab Walijew          | 4–0   | Amarjit Singh    | 3–0 PO |
| Andy Borodow           | 0–1   | Petros Burndulis | 0–3 PO |
| Aleksandr Kowalewski   | 3–2   | Ebrahim Mehraban | 3–1 PP |
| Bruce Baumgartner      | 14–2  | Zaza Turmanidze  | 4–1 SP |
| Feng Aigang            |       | Bez walki        |        |

### Runda 4
|                        | Wynik    |                      | Punkty   |
| Półfinał               | Półfinał | Półfinał             | Półfinał |
| ---------------------- | -------- | -------------------- | -------- |
| Mahmut Demir           | 1–0      | Andriej Szumilin     | 3–0 PO   |
| Alaksiej Miadzwiedzieu | 0–0      | Sven Thiele          | 3–0 PO   |
| Repasaże               |          |                      |          |
| Feng Aigang            | 1–3      | Merab Walijew        | 1–3 PP   |
| Petros Burndulis       | 1–7      | Aleksandr Kowalewski | 1–3 PP   |
| Bruce Baumgartner      | 11–0     | Zsolt Gombos         | 4–0 ST   |

### Runda 5
|                   | Wynik    |                      | Punkty   |
| Repasaże          | Repasaże | Repasaże             | Repasaże |
| ----------------- | -------- | -------------------- | -------- |
| Merab Walijew     | 1–3      | Aleksandr Kowalewski | 1–3 PP   |
| Bruce Baumgartner |          | Bez walki            |          |

### Runda 6
|                   | Wynik    |                      | Punkty   |
| Repasaże          | Repasaże | Repasaże             | Repasaże |
| ----------------- | -------- | -------------------- | -------- |
| Andriej Szumilin  | 3–0      | Aleksandr Kowalewski | 4–0 TO   |
| Bruce Baumgartner | 3–0      | Sven Thiele          | 3–0 PO   |

### Finały[12]
|                      | Wynik            |                        | Punkty           |
| O siódme miejsce     | O siódme miejsce | O siódme miejsce       | O siódme miejsce |
| -------------------- | ---------------- | ---------------------- | ---------------- |
| Merab Walijew        | 5–1              | Petros Burndulis       | 3–1 PP           |
| O piąte miejsce      |                  |                        |                  |
| Aleksandr Kowalewski | 3–1              | Sven Thiele            | 3–1 PP           |
| O brązowy medal      |                  |                        |                  |
| Andriej Szumilin     | 1–1              | Bruce Baumgartner      | 1–3 PP           |
| Finał                |                  |                        |                  |
| Mahmut Demir         | 3–0              | Alaksiej Miadzwiedzieu | 3–0 PO           |